# Anania vicinalis
Anania vicinalis är en fjärilsart som beskrevs av Richard South 1901. Anania vicinalis ingår i släktet Anania och familjen gräsmott, Crambidae. Inga underarter finns listade i Catalogue of Life.